# هانس كونراد بستالوتزي
هانس كونراد بستالوتزي (و. 1848 – 1909 م) هو مهندس معماري، وسياسي سويسري، ولد في زيورخ، توفي في زيورخ، عن عمر يناهز 61 عاماً.

## مناصب
تولى منصب عضو المجلس الوطني السويسري
.